# CD Linares
A CD Linares, teljes nevén Club Deportivo Linares egy már megszűnt spanyol labdarúgócsapat. A klubot 1990-ben alapították, 2009-ben szűnt meg.

## Statisztika
| Szezon      | Osztály    | Poz. | Copa del Rey |
| ----------- | ---------- | ---- | ------------ |
| 1990-91-től | Regionális | —    |              |
| 1993-94-ig  | Regionális | —    |              |
| 1994/95     | 3ª         | 5.   |              |
| 1995/96     | 3ª         | 5.   |              |
| 1996/97     | 3ª         | 3.   |              |
| 1997/98     | 3ª         | 1.   |              |
| 1998/99     | 3ª         | 5.   |              |
| 1999/00     | 3ª         | 2.   |              |
| 2000/01     | 2ªB        | 18.  |              |

| Szezon  | Osztály | Poz. | Copa del Rey |
| ------- | ------- | ---- | ------------ |
| 2001/02 | 3ª      | 1.   |              |
| 2002/03 | 2ªB     | 16.  |              |
| 2003/04 | 2ªB     | 11.  |              |
| 2004/05 | 2ªB     | 11.  |              |
| 2005/06 | 2ªB     | 4.   |              |
| 2006/07 | 2ªB     | 2.   |              |
| 2007/08 | 2ªB     | 2.   |              |
| 2008/09 | 2ªB     | 14.  |              |

## Ismertebb játékosok
| - Iván Fassione - Luciano Álvarez - Juan Cobián - Gabriel Bordi - Martín Tártara - Bruno Calabria - Natanael Borengue - Mohamed Diamé | - Owusu Afriyie - Atiba Harris - Pedro Largo - Imanol Idiakez - Chico - Pérez Hurtado - Catanha - Tariq Spezie |